# 59833 Деніматтер
59833 Деніматтер (59833 Danimatter) — астероїд головного поясу, відкритий 3 вересня 1999 року.
Тіссеранів параметр щодо Юпітера — 3,208.